# هاچیسوکا-زاکورا
هاچیسوکا-زاکورا (به ژاپنی: ハチスカザクラ) یک نوع درخت گیلاس (به ژاپنی: ساکورای باغی) است. نسبت به انواع دیگر ساکورا زمان شکوفایی گل آن بسیار زودتر است و از اواخر فوریه به مدت یک ماه شکوفه‌های آن شکوفا هستند.